# アンドレアス・ムンツァー
アンドレアス・ムンツァー（Andreas Münzer, 1964年10月25日 - 1996年3月14日）はオーストリア出身の、1980年代から1990年代に活躍したボディビルダー。
極めて低い体脂肪率と若くして死去したことで有名である。

## 概略
ムンツァーはオーストリアのボディビルダー・アーノルド・シュワルツェネッガーを先輩として尊敬していた。このため、彼はシュワルツェネッガーの体形を目指し、22歳でボディビルデビュー。1996年のアーノルドクラシックコンペティションでシュワルツェネッガーと対面。
ボディビルデビューから2年後にIBFFのプロカード取得。
1989年、ミスター・オリンピアでプロデビュー。最高位はミスター・オリンピア9位(1990年、1993年、1994年)。
彼はカリウム保持性利尿薬を含む様々な薬物を服用し、それが1996年に彼を死に導いた可能性がある。
ムンツァーは数か月続いた腹痛の後、1996年3月12日に病院を訪れた。午後7時に医者は腹部の出血を止めるための手術を決断したが、まもなく肝臓と腎臓の不全が認められた。 彼はその時点で既に輸血が困難な状態であり、3月14日朝、31歳で死去した。
検視結果によれば死因はジストロフィー性多臓器不全であった。
また、検視結果によれば極めて筋肉質で皮下脂肪がほぼ0%であること、肝臓に多数の卓球ボールサイズの腫瘍、委縮した精巣、心臓肥大も認められた。通常の男性の心臓は300-350gであるが彼の心臓は636gであった。
彼の電解質バランスも異常であり、カリウムの比率が非常に高かった。 20もの薬物服用の痕跡があり、おそらく興奮剤により発症した急性毒性も認められた。

## 人物
バルクも然ることながら、ポージングパフォーマンス、極限のカット、抜群のコンディションが特筆点であった。カットに関しては、コンテスト時に体脂肪率がほぼ0%にまで至ったと伝わる。
一方キャリア初期においては、下半身は自他ともに認めるウィークポイントで、1セット6回から8回でギリギリできる高重量で鍛えた結果その弱点を克服した。
食事は1日6000kcalのクリーンバルク。減量期も食事の質を変えずカロリーのみを2000kcalに減らした。

## 身体測定値
- 体重: 239 lbs (108 kg)
- 腕囲: 21 inch (53 cm)
- 胸囲: 58 inch (147 cm)

## タイトル
- 1986 European Amateur Championships - IFBB, MiddleWeight, 6th
- 1987 World Amateur Championships - IFBB, Light-HeavyWeight, 3rd
- 1988 World Amateur Championships - IFBB, Light-HeavyWeight, 3rd
- 1989 Olympia - IFBB, 13th

World Games - IFBB, HeavyWeight, 1st
- 1990 Arnold Classic - IFBB, 3rd

Grand Prix Germany - IFBB, 3rd
Olympia - IFBB, 9th
- 1991 Arnold Classic - IFBB, 9th

Ironman Pro Invitational - IFBB, 3rd
Olympia - IFBB, Did not place
Pittsburgh Pro Invitational - IFBB, 4th
- 1993 Arnold Classic - IFBB, 7th

Grand Prix Germany (2) - IFBB, 2nd
Grand Prix Germany - IFBB, 4th
Night of Champions - IFBB, 2nd
Olympia - IFBB, 9th
- 1994 Arnold Classic - IFBB, 5th

Grand Prix France - IFBB, 8th
Grand Prix Germany (2) - IFBB, 5th
Olympia - IFBB, 9th
- 1995 Arnold Classic - IFBB, 4th
- 1996 Arnold Classic - IFBB, 6th

San Jose Pro Invitational - IFBB, 7th